# Cordia tomentosa
Cordia tomentosa är en strävbladig växtart som beskrevs av Johann Jakob Roemer och Schult.. Cordia tomentosa ingår i släktet Cordia, och familjen strävbladiga växter. Inga underarter finns listade i Catalogue of Life.